# Dimityr Berbatow
Dimityr Iwanow Berbatow (bułg. Димитър Иванов Бербатов; wym. [diˈmitər bɛrˈbatɔf]; ur. 30 stycznia 1981 w Błagojewgradzie) – bułgarski piłkarz występujący na pozycji napastnika.

## Kariera klubowa

### Wczesne lata
Jest wychowankiem Pirinu Błagojewgrad, skąd szybko trafił do CSKA Sofia. Kiedy w wieku dziewiętnastu lat wyjeżdżał do Bayeru 04 Leverkusen, miał na swoim koncie Puchar i wicemistrzostwo kraju oraz dwadzieścia sześć strzelonych goli w meczach ligowych.

### Bayer Leverkusen
Kontrakt z Bayerem 04 Leverkusen Berbatow podpisał 1 stycznia 2001 roku, a niemiecki klub zapłacił za niego 1,5 miliona euro. Pod trenerskim okiem Klausa Toppmöllera w sezonie 2001–2002 Bayer awansował do finału Ligi Mistrzów; w tych rozgrywkach młody Bułgar, który zastąpił w linii ataku doświadczonego Ulfa Kirstena, zdobył dwie bramki, m.in. w meczu ćwierćfinałowym z Liverpoolem FC. W tym samym roku podopieczni Toppmöllera dotarli do finału Pucharu Niemiec i zajęli drugie miejsce w Bundeslidze. Chociaż w kolejnych sezonach spędzonych w Bayerze Berbatow nie powtórzył już tych wyników, to w ciągu swojej pięcioletniej przygody w lidze niemieckiej wyrósł na jednego z najbardziej interesujących napastników Europy; tak przez dokonania na boisku (łącznie 69 goli, III miejsce w klasyfikacji najlepszych strzelców Bundesligi sezonu 2004–2005), jak i poza nim (romans z tancerką erotyczną).

### Tottenham
W maju 2006 roku odszedł do Tottenhamu Hotspur za szesnaście milionów euro (stał się tym samym najdroższym piłkarzem bułgarskim). W sezonie 2006–2007 dotarł z zespołem prowadzonym przez Martina Jola do ćwierćfinału Pucharu UEFA oraz zajął piąte miejsce w Premier League, w której strzelił 12 bramek. Przez kibiców Tottenhamu został wybrany na najlepszego zawodnika klubu w tych rozgrywkach, ponadto trafił do jedenastki sezonu. Dobre występy w barwach Tottenhamu zaowocowały propozycją transferu do Chelsea F.C., ale Berbatow odmówił. Tuż po rozpoczęciu rozgrywek 2007–2008 do Tottenhamu wpłynęła oferta Manchester United, który chciał pozyskać Bułgara za 25 milionów funtów. Jednak szefowie Spursów uznali wówczas, że cena proponowana przez Alexa Fergusona jest zbyt niska.

### Manchester United
Ostatecznie Berbatow przeszedł do Manchesteru 1 września 2008 za 30,75 miliona funtów, co do 24 stycznia 2014 roku było rekordową ceną jaką United zapłaciło za zawodnika. W klubie z Old Trafford zadebiutował 13 września, w przegranym wyjazdowym meczu przeciwko Liverpool F.C., w którym zanotował asystę. W sezonie 2010/2011 został królem strzelców z 20 golami w lidze, ustanowił także rekord 5 goli strzelonych przez obcokrajowca w jednym meczu, w tym samym sezonie ustrzelił pierwszy od 1946 hat trick zawodnika Manchesteru przeciwko Liverpoolowi, w lidze angielskiej zdobył dotychczas 5 hat tricków.

### Fulham
31 sierpnia 2013 roku Berbatow przeszedł do Fulham za nieujawnioną kwotę. Z londyńskim klubem Bułgar podpisał dwuletni kontrakt. W swoim nowym zespole zadebiutował dzień później w przegranym 3-0 spotkaniu z West Ham United. Z kolei 15 września, podczas pierwszego meczu na własnym stadionie strzelił dwa swoje pierwsze gole dla nowego zespołu, a jego klub wygrał 3-0 z West Bromwich Albion.

### Monaco
31 stycznia 2014 Berbatow został wypożyczony do AS Monaco do końca sezonu 2015/2016.

### PAOK Saloniki
2 września 2015 na zasadach wolnego transferu Berbatow przeszedł do greckiego klubu PAOK FC. W zespole tym występował z numerem 10 na koszulce.

### Kerala Blasters
W sezonie 2017/18 występował w indyjskim Kerala Blasters FC, w którym zakończył karierę piłkarską.

## Statystyki kariery
Stan na 10 grudzień 2014 r.
| Klub                | Sezon              | Liga  | Liga | Puchar kraju | Puchar kraju | Puchar ligi | Puchar ligi | Europa | Europa | Inne  | Inne | Razem | Razem |
| Klub                | Sezon              | Mecze | Gole | Mecze        | Gole         | Mecze       | Gole        | Mecze  | Gole   | Mecze | Gole | Mecze | Gole  |
| CSKA Sofia          | 1998/99            | 11    | 3    | 5            | 3            | -           | -           | 0      | 0      | 0     | 0    | 16    | 6     |
| CSKA Sofia          | 1999/00            | 27    | 14   | 4            | 2            | -           | -           | 2      | 0      | 0     | 0    | 33    | 16    |
| CSKA Sofia          | 2000/01            | 11    | 9    | 0            | 0            | -           | -           | 4      | 7      | 0     | 0    | 15    | 16    |
| CSKA Sofia          | Razem              | 49    | 26   | 9            | 5            | -           | -           | 6      | 7      | 0     | 0    | 64    | 38    |
| Bayer 04 Leverkusen | 2000/01            | 6     | 0    | 0            | 0            | 0           | 0           | 0      | 0      | 0     | 0    | 6     | 0     |
| Bayer 04 Leverkusen | 2001/02            | 24    | 8    | 6            | 6            | 0           | 0           | 11     | 2      | 0     | 0    | 41    | 16    |
| Bayer 04 Leverkusen | 2002/03            | 24    | 4    | 2            | 0            | 1           | 0           | 7      | 2      | 0     | 0    | 34    | 6     |
| Bayer 04 Leverkusen | 2003/04            | 33    | 16   | 3            | 3            | 0           | 0           | 0      | 0      | 0     | 0    | 36    | 19    |
| Bayer 04 Leverkusen | 2004/05            | 33    | 20   | 1            | 1            | 2           | 0           | 10     | 5      | 0     | 0    | 46    | 26    |
| Bayer 04 Leverkusen | 2005/06            | 34    | 21   | 2            | 3            | 0           | 0           | 2      | 0      | 0     | 0    | 38    | 24    |
| Bayer 04 Leverkusen | Razem              | 154   | 69   | 14           | 13           | 3           | 0           | 30     | 9      | 0     | 0    | 201   | 91    |
| Tottenham Hotspur   | 2006/07            | 33    | 12   | 5            | 3            | 3           | 1           | 8      | 7      | 0     | 0    | 49    | 23    |
| Tottenham Hotspur   | 2007/08            | 36    | 15   | 2            | 2            | 6           | 1           | 8      | 5      | 0     | 0    | 52    | 23    |
| Tottenham Hotspur   | 2008/09            | 1     | 0    | 0            | 0            | 0           | 0           | 0      | 0      | 0     | 0    | 1     | 0     |
| Tottenham Hotspur   | Razem              | 70    | 27   | 7            | 5            | 9           | 2           | 16     | 12     | 0     | 0    | 102   | 46    |
| Manchester United   | 2008/09            | 31    | 9    | 3            | 1            | 0           | 0           | 9      | 4      | 0     | 0    | 43    | 12    |
| Manchester United   | 2009/10            | 33    | 12   | 1            | 0            | 2           | 0           | 6      | 0      | 1     | 0    | 43    | 12    |
| Manchester United   | 2010/11            | 32    | 20   | 2            | 0            | 0           | 0           | 7      | 0      | 1     | 1    | 42    | 21    |
| Manchester United   | 2011/12            | 12    | 7    | 1            | 0            | 3           | 1           | 4      | 1      | 1     | 0    | 21    | 9     |
| Manchester United   | Razem              | 108   | 48   | 6            | 1            | 5           | 1           | 25     | 5      | 3     | 1    | 149   | 56    |
| Fulham F.C.         | 2012/13            | 33    | 15   | 2            | 0            | 0           | 0           | 0      | 0      | 0     | 0    | 35    | 15    |
| Fulham F.C.         | 2013/14            | 18    | 4    | 0            | 0            | 1           | 1           | 0      | 0      | 0     | 0    | 19    | 5     |
| Fulham F.C.         | Razem              | 51    | 19   | 2            | 0            | 1           | 1           | 0      | 0      | 0     | 0    | 54    | 20    |
| AS Monaco           | 2013/14            | 12    | 6    | 3            | 3            | 0           | 0           | 0      | 0      | 0     | 0    | 15    | 9     |
| AS Monaco           | 2014/15            | 12    | 5    | 0            | 0            | 0           | 0           | 5      | 0      | 0     | 0    | 17    | 5     |
| AS Monaco           | Razem              | 23    | 9    | 3            | 3            | 0           | 0           | 5      | 0      | 0     | 0    | 31    | 12    |
| Łącznie w karierze  | Łącznie w karierze | 447   | 196  | 41           | 27           | 18          | 4           | 80     | 33     | 3     | 1    | 589   | 261   |

## Kariera reprezentacyjna
W reprezentacji Bułgarii Berbatow zadebiutował 17 listopada 1999 roku. W przegranym 0:1 meczu z Grecją zmienił w 65. minucie Aleksandyra Aleksandrowa. Pięć lat później grał z drużyną narodową na Euro 2004, na którym podopieczni Płamena Markowa odnieśli trzy porażki (bramki 1:9).
Brał udział w eliminacjach do wszystkich turniejów po 2004 roku; w każdych był podstawowym graczem. Od kwietnia 2007 roku był kapitanem reprezentacji. Uznawany był za wpływowego lidera kadry: w 2007 roku w dużej mierze od jego głosu zależał wybór selekcjonera. 13 maja 2010 roku ogłosił decyzję o rezygnacji z występów w zespole narodowym. Swój reprezentacyjny bilans zamknął wynikiem 48 strzelonych goli w 78 meczach.

## Sukcesy piłkarskie
- wicemistrzostwo Bułgarii 2000 oraz Puchar Bułgarii 1999 z CSKA Sofia
- wicemistrzostwo Niemiec 2002, finał Pucharu Niemiec 2002 oraz finał Ligi Mistrzów 2002 z Bayerem Leverkusen
- ćwierćfinał Pucharu UEFA 2007 oraz Puchar Ligi Angielskiej 2008 z Tottenhamem Hotspur
- mistrzostwo Anglii 2009 i 2011, finał Ligi Mistrzów 2009 i 2011 oraz Klubowe Mistrzostwo Świata 2008 z Manchesterem United
- Piłkarz roku w Bułgarii 2002, 2004, 2005, 2007, 2008, 2009 i 2010.
- Król strzelców Premier League 2010–2011